# Mostar
Mostar è una città di 113 169 abitanti della Bosnia ed Erzegovina, capoluogo del cantone dell'Erzegovina-Narenta all'interno della Federazione di Bosnia ed Erzegovina. È il principale centro storico, culturale ed economico dell'Erzegovina ed è attraversata dal fiume Narenta.

## Etimologia
Il nome Mostar deriva dal suo "ponte vecchio" (lo Stari Most) e dalle torri sulle due rive, dette i "custodi del ponte" (mostari), che unitamente all'area circostante è stata riconosciuta dall'UNESCO come patrimonio dell'umanità nel 2005.

## Storia
Fondata nel tardo XV secolo dai turchi ottomani, Mostar era il centro amministrativo dell'impero nella regione dell'Erzegovina. L'Impero Austro-Ungarico annesse Mostar nel 1878. Dopo la I guerra mondiale la città a partire dal 29 ottobre 1918 divenne parte dello Stato degli Sloveni, dei Croati e dei Serbi (DSHS), con la capitale a Belgrado, e quando questo il 1º dicembre 1918 fu unito al Regno di Serbia, fu formato un nuovo Stato unitario, detto Regno dei Serbi, dei Croati e degli Sloveni (KSHS), denominato più tardi Regno di Jugoslavia. Durante la seconda guerra mondiale la città fece parte, come il resto dei territori dell'attuale Bosnia ed Erzegovina, dello Stato Indipendente di Croazia, controllato dai nazifascisti.
Dopo la seconda guerra mondiale la città entrò a far parte della Repubblica Popolare di Bosnia ed Erzegovina, che fu una delle sei repubbliche che componevano la Repubblica Socialista Federale di Jugoslavia. In quegli anni furono costruite varie dighe per sfruttare l'energia idroelettrica della Narenta.

### Mostar durante la guerra di Bosnia
Tra il 1992 e 1993, dopo che la Bosnia-Erzegovina in seguito ad un referendum popolare in base all'allora vigente Costituzione della Jugoslavia di Tito aveva dichiarato l'indipendenza, la città fu soggetta ai bombardamenti e ad un assedio lungo nove mesi da parte delle truppe federali jugoslave (JNA) supportate dall'esercito serbo-bosniaco (VRS).
L'esercito jugoslavo bombardò Mostar per la prima volta il 3 aprile 1992 e nelle settimane successive prese il controllo di gran parte della città. Oltre a causare immense sofferenze alle popolazioni locali, i tiri d'artiglieria danneggiarono o distrussero diversi bersagli civili. Tra questi ci furono un convento cattolico, quello dei frati minori francescani, la cattedrale di Santa Maria Madre della Chiesa, il palazzo vescovile e una dozzina di moschee.
Pochi giorni dopo l'attacco subito, l'8 aprile, i Croati d'Erzegovina insieme ai Bosniaci musulmani formarono il Consiglio di difesa croato (HVO) per affrontare le truppe federali. Più tardi, in quello stesso anno venne fondato a Mostar pure il IV Corpo dell'Esercito della Bosnia ed Erzegovina (ARBiH), principale formazione militare dei Bosniaci musulmani.

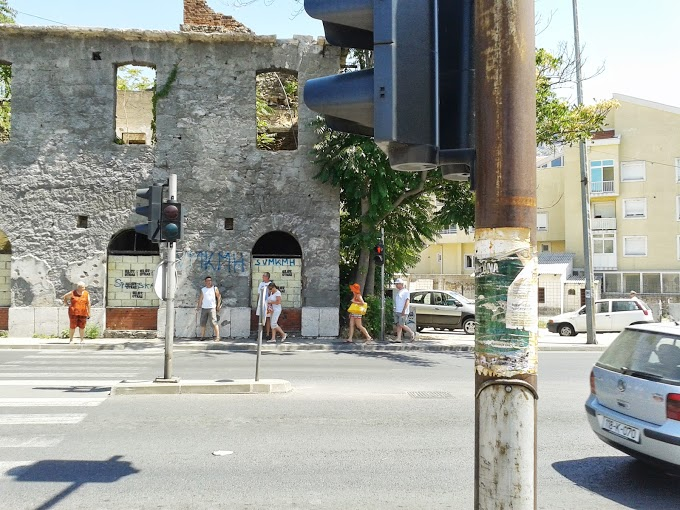
I segni della guerra nel centro della città

Il 12 giugno, sulla spinta dell'offensiva lanciata dall'esercito croato (HV) nel sud dell'Erzegovina, le forze dell'HVO, assieme a formazioni minori, composte da Bosniaci, ruppero l'assedio espellendo le truppe dell'JNA e quelle serbo-bosniache dalla parte ovest di Mostar. Entro il 21 aprile anche la porzione orientale della città veniva definitivamente liberata dalle forze assediate.
Tra la fine del 1992 l'inizio 1993, i rapporti tra la fazione croata-bosniaca e quella musulmana, che nella Bosnia centrale erano già implosi dando vita ad un nuovo conflitto, si fecero sempre più tesi. A metà aprile anche a Mostar iniziarono gli scontri armati tra i Croato-bosniaci e i Bosniaci musulmani per il controllo della città. Con l'acuirsi dello scontro Mostar risultò divisa in due: la parte ovest controllata da Croati e quella est dai musulmani. L'HVO lanciò un'offensiva il 9 maggio durante la quale bombardò senza tregua il quartiere musulmano, riducendolo in gran parte in rovina, comprese numerose moschee e case del periodo ottomano.
Lo Stari Most, il celebre ponte di pietra del XVI secolo simbolo della città, fu distrutto dall'artiglieria croata comandata dal generale Slobodan Praljak il 9 novembre. Con la firma degli accordi di Washington nel marzo 1994 il conflitto croato-bosniaco giunse al termine; ciò nonostante Mostar rimase divisa tra croati e bosniaci, e solo nel 1996 fu ristabilita la libera circolazione da una parte all'altra della città.
Nel 2004 fu completata la ricostruzione dello Stari Most che, assieme alla Città Vecchia di Mostar, è stato iscritto dall'UNESCO nella lista dei siti dichiarati Patrimonio dell'umanità l'anno seguente.

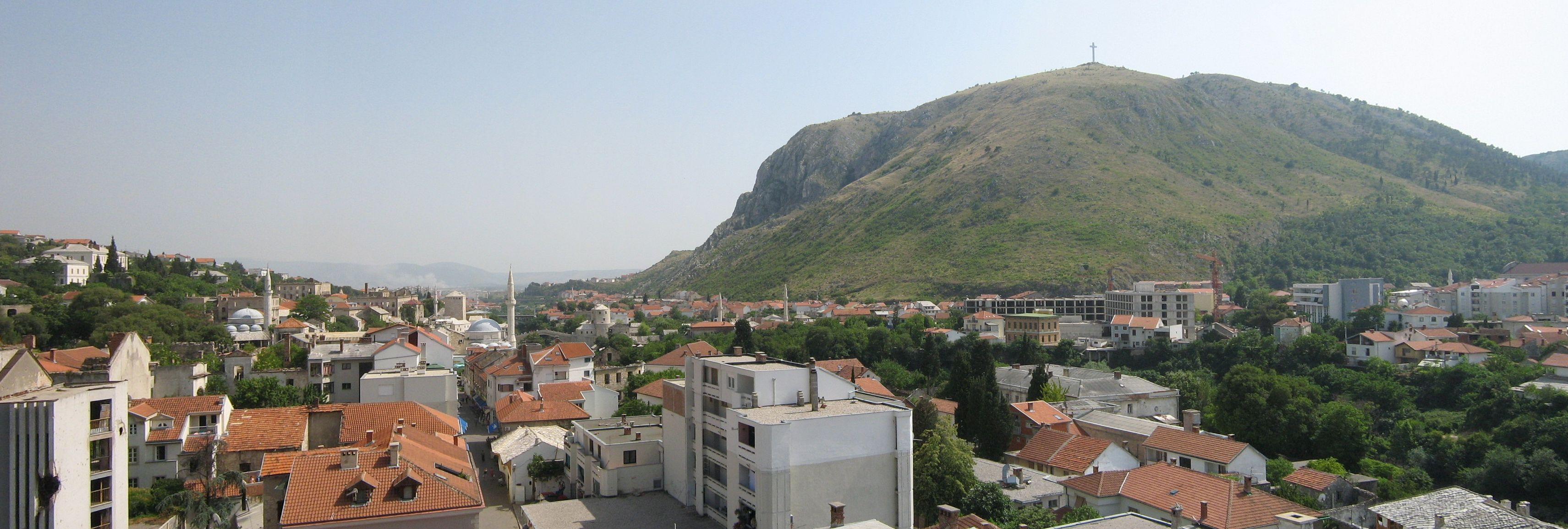
Vista della città

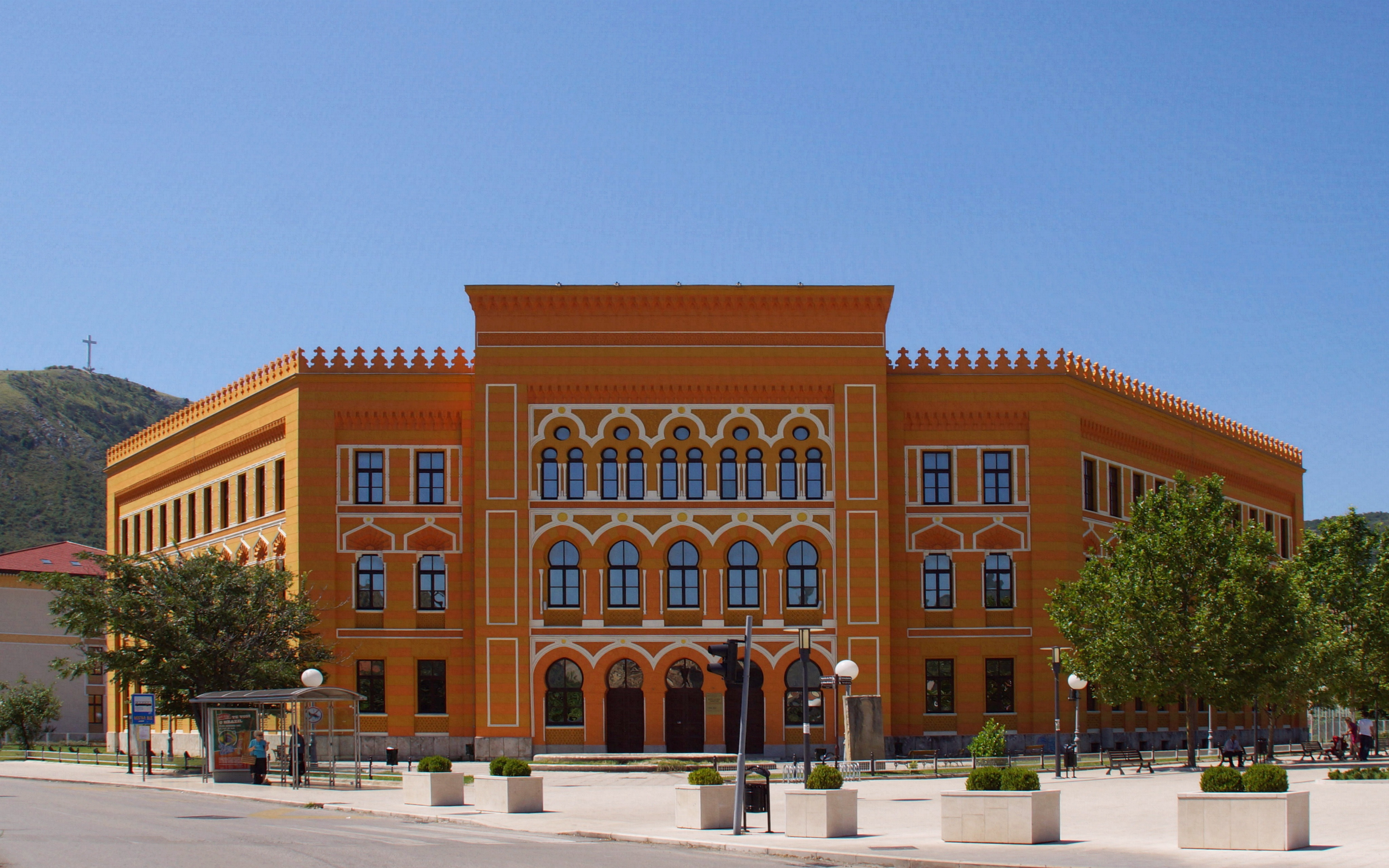
Liceo Mostar 1898-1902 (foto 2014)

## Monumenti e luoghi d'interesse

### Architetture civili
- Stari Most, simbolo della città e principale retaggio del passato ottomano della città, fu costruito nel XV secolo e distrutto dalle milizie croate nel novembre 1993 durante la guerra di Bosnia. La sua ricostruzione è stata completata nel 2004.
- Bazar di Kujundžiluk, caratterizzato da abitazioni in stile ottomano del XVI secolo.
- Casa Muslibegović, costruita nel XVIII secolo in stile ottomano.
- Cimitero monumentale partigiano, realizzato nel 1965 su progetto dell'architetto Bogdan Bogdanović.
- Liceo di Mostar, costruito nel 1895-1902 in stile neo-moresco.
- Ponte Storto, costruito nel 1558, è il più antico della città.
- Torre dell'orologio di Mostar.

### Architetture religiose
- Crkva sv. Petra i Pavla, la Chiesa dei Santi Pietro e Paolo, eretta nel XIX secolo, venne distrutta dalla guerra nel 1992. Ricostruita nel 2000, il suo campanile di 107 metri[7] è la torre più alta del sud-est Europa.
- Moschea di Ćejvan-Ćehaja, costruita nel 1552, è la più antica della città.
- Moschea di Karađoz Bey, costruita nel XVI secolo su progetto del famoso architetto ottomano Sinān.
- Moschea di Koski Mehmed Pascià, costruita al principio del XVII secolo, sorge lungo le rive della Narenta.

## Clima
| Mostar              | Mesi | Mesi | Mesi | Mesi | Mesi | Mesi | Mesi | Mesi | Mesi | Mesi | Mesi | Mesi | Stagioni | Stagioni | Stagioni | Stagioni | Anno  |
| Mostar              | Gen  | Feb  | Mar  | Apr  | Mag  | Giu  | Lug  | Ago  | Set  | Ott  | Nov  | Dic  | Inv      | Pri      | Est      | Aut      | Anno  |
| ------------------- | ---- | ---- | ---- | ---- | ---- | ---- | ---- | ---- | ---- | ---- | ---- | ---- | -------- | -------- | -------- | -------- | ----- |
| T. max. media (°C)  | 8,5  | 11,2 | 15,1 | 18,6 | 23,7 | 27,4 | 31,5 | 31,1 | 27,2 | 21,1 | 14,1 | 9,9  | 9,9      | 19,1     | 30,0     | 20,8     | 20,0  |
| T. min. media (°C)  | 2,2  | 3,6  | 5,7  | 8,4  | 12,4 | 15,9 | 18,7 | 18,5 | 15,3 | 11,3 | 6,9  | 3,9  | 3,2      | 8,8      | 17,7     | 11,2     | 10,2  |
| Precipitazioni (mm) | 157  | 146  | 126  | 122  | 89   | 76   | 49   | 63   | 96   | 138  | 197  | 202  | 505      | 337      | 188      | 431      | 1 461 |

## Società
In base al censimento del 2013 la popolazione della città di Mostar ammontava a 105.797 abitanti, così ripartiti in base ai gruppi etnici: Croati 48,4%, Bosgnacchi 44,1%, Serbi 4,1%. Al termine della guerra di Bosnia la comunità serba, che nel 1981 costituiva il 18,3% della popolazione e dieci anni dopo il 18,8%, ha in gran parte abbandonato la città. In base al censimento del 2013, Mostar è il principale centro della comunità croata della Bosnia-Erzegovina.

## Cultura

### Istruzione

#### Università
L'Università di Mostar, fondata nel 1977, è la seconda più grande della Bosnia-Erzegovina. È suddivisa in dieci facoltà e conta oltre 14.000 studenti.
A Mostar est ha sede l'Università Džemal Bijedić, appannaggio della comunità bosniaco-musulmana. Dispone di otto facoltà ed è frequentata da circa 2.500 studenti.
Il Collegio del Mondo Unito di Mostar è invece una scuola internazionale realizzata con l'intento di formare i propri studenti su temi specifici quali la pace e la cooperazione internazionale.

#### Musei
- Casa-museo di Svetozar Ćorović
- Galleria d'arte Aluminij
- Museo dell'Erzegovina
- Museo del Ponte

#### Teatro
Mostar ospita diverse istituzioni teatrali e musicali quali il Teatro nazionale croato di Mostar, il World Music Center, il Teatro della Gioventù, il Centro Pavarotti e il Teatro delle Marionette.

## Geografia antropica

### Località
La municipalità di Mostar è composta dalle seguenti 57 località:
- Bačevići
- Banjdol
- Blagaj
- Bogodol
- Buna
- Cim
- Čule
- Dobrč
- Donja Drežnica
- Donji Jasenjani
- Dračevice
- Gnojnice
- Goranci
- Gornja Drežnica
- Gornje Gnojnice
- Gornji Jasenjani
- Gubavica
- Hodbina
- Humilišani
- Ilići
- Jasenica
- Kamena
- Kokorina
- Kosor
- Kremenac
- Krivodol
- Kružanj
- Kutilivač
- Lakševine
- Malo Polje
- Miljkovići
- Mostar
- Ortiješ
- Pijesci
- Podgorani
- Podgorje
- Podvelež
- Polog
- Potoci
- Prigrađani
- Raška Gora
- Raštani
- Ravni
- Rodoč
- Selište
- Slipčići
- Sovići
- Sretnice
- Striževo
- Vihovići
- Vojno
- Vranjevići
- Vrapčići
- Vrdi
- Zijemlje
- Željuša
- Žitomislići

Dopo la guerra di Bosnia e secondo gli accordi di Dayton, le località di Kamena, Kokorina e Zijemlje sono state ricongiunte alla municipalità d'Istočni Mostar, integrata nella Repubblica serba di Bosnia.

## Infrastrutture e trasporti

### Strade
Mostar è attraversata in senso nord-sud dall'Autostrada A1, principale via di comunicazione del paese e parte della strada europea E73.

### Ferrovie
Mostar dispone di una stazione ferroviaria lungo la linea Sarajevo–Ploče.

### Aeroporti
L'Aeroporto Internazionale di Mostar è il principale scalo aeroportuale dell'Erzegovina e sorge a sud della città, presso il villaggio di Ortiješ. La sua importanza è connessa non solo alla città di Mostar ma anche al santuario religioso di Međugorje.

## Amministrazione

### Gemellaggi
Il comune di Mostar è gemellato con le seguenti città:
- Amman
- Arsoli, dal 1997
- Bassano del Grappa, dal 2024 [12]
- Heidelberg
- Kaposvar
- Kayseri
- Millau
- Montegrotto Terme, dal 2000
- Orkdal
- Smirne
- Spalato[13]
- Vejle
- Yinchuan
- Antalya
- Vukovar

## Sport

### Calcio
Le principali squadre di calcio della città sono il Velež Mostar e lo Zrinjski Mostar. Quest'ultimo, che fu radiato dal 1945 al 1991 per i suoi legami con gli Ustascia, è la squadra più titolata di tutta la Bosnia-Erzegovina e disputa le sue partite interne presso lo stadio pod Bijelim Brijegom. Il Velež, invece, gioca i suoi incontri interni presso lo stadio Rođeni, già stadio Vrapčići, situato al di fuori della città. Le due squadre, che danno vita ad uno dei derby più accesi e sentiti del paese, rispecchiano la divisione etnica che caratterizza la città: il Velež è supportato principalmente dai musulmani e da una parte della comunità croata; lo Zrinjski è il simbolo del calcio croato a Mostar.

### Nuoto
Uno sport popolare a Mostar è il nuoto. Le principali società sportive attive in questa disciplina sono il PK Velež, KVS Orka e il APK Zrinjski. Nel 2015 si è inoltre disputato il Red Bull Cliff Diving world series, tuffi da grandi altezze.